# GREEN (B'zのアルバム)
『GREEN』（グリーン）は、日本の音楽ユニット・B'zが、2002年7月3日にVERMILLION RECORDSからリリースした、12作目のオリジナル・アルバムである。

## 概要
前作『ELEVEN』から1年7ヶ月ぶりのオリジナル・アルバム。アルバムタイトルの『GREEN』は「未熟さ」「青臭さ」の意味で、「自分達は、まだまだ（成熟していない）青二才である」という主張が盛り込まれているほか、「若さ」の意味も含まれている。
アルバムジャケットはラスベガスでレッドロックを背景に撮影され、一部収録曲のミュージック・ビデオもラスベガスで撮影された。アルバムジャケット撮影はカメラマンの緒方秀美が担当した。
オリコンアルバムチャートで通算800作目の1位獲得作品で、B'zのオリジナル・アルバムでは初めてデジパックが採用された。
第17回日本ゴールドディスク大賞でロック&ポップ・アルバム・オブ・ザ・イヤーを受賞した。
本作とシングル『野性のENERGY』、次作『BIG MACHINE』は専用の「B'z」ロゴマークが使われている。
前作『ELEVEN』のレコーディングから継続して制作が行われ、途中で『B'z LIVE-GYM 2001 "ELEVEN"』とソロ活動を挟み、2002年1月よりレコーディングが再開され制作された。そのためこの期間にレコーディングされた楽曲は20曲程となり、その中からバランスを考慮してまとめたのが本作であった。
5thアルバム『IN THE LIFE』以来の打ち込みを多用したポップス路線となっており、収録曲の半数のドラムが全編打ち込みとなっている。
前作『ELEVEN』以降に発売されたシングルのうち、「GOLD」は未収録となった。
かつてはオリジナル・アルバムで最も未演奏曲が多い作品だった。また、オリジナル・アルバムでは現時点で最後のミリオンセラー作品となっている。
2018年に結成30周年記念として『DINOSAUR』までのオリジナル・アルバムと共にアナログレコード化された。

## 収録曲
| 全作詞: 稲葉浩志、全作曲: 松本孝弘。 |                                               |           |            |                                        |      |
| #                                    | タイトル                                      | 作詞      | 作曲・編曲 | 編曲                                   | 時間 |
| 1.                                   | 「STAY GREEN 〜未熟な旅はとまらない〜」       | 稲葉浩志  | 松本孝弘   | 松本孝弘・稲葉浩志・徳永暁人・池田大介 | 3:09 |
| 2.                                   | 「熱き鼓動の果て」                            | 稲葉浩志  | 松本孝弘   | 松本孝弘・稲葉浩志・徳永暁人           | 4:07 |
| 3.                                   | 「Warp」                                      | 稲葉浩志  | 松本孝弘   | 松本孝弘・稲葉浩志・徳永暁人           | 3:52 |
| 4.                                   | 「SIGNAL」                                    | 稲葉浩志  | 松本孝弘   | 松本孝弘・稲葉浩志・徳永暁人           | 4:18 |
| 5.                                   | 「SURFIN' 3000GTR」                           | 稲葉浩志  | 松本孝弘   | 松本孝弘・稲葉浩志・徳永暁人           | 3:50 |
| 6.                                   | 「Blue Sunshine」                             | 稲葉浩志  | 松本孝弘   | 松本孝弘・稲葉浩志・池田大介           | 3:52 |
| 7.                                   | 「ultra soul (Alternative Guitar Solo ver.)」 | 稲葉浩志  | 松本孝弘   | 松本孝弘・稲葉浩志・徳永暁人           | 3:43 |
| 8.                                   | 「美しき世界」                                | 稲葉浩志  | 松本孝弘   | 松本孝弘・稲葉浩志・池田大介           | 4:44 |
| 9.                                   | 「Everlasting」                               | 稲葉浩志  | 松本孝弘   | 松本孝弘・稲葉浩志・徳永暁人・池田大介 | 3:42 |
| 10.                                  | 「FOREVER MINE」                              | 稲葉浩志  | 松本孝弘   | 松本孝弘・稲葉浩志・徳永暁人           | 3:43 |
| 11.                                  | 「The Spiral」                                | 稲葉浩志  | 松本孝弘   | 松本孝弘・稲葉浩志・徳永暁人           | 3:31 |
| 12.                                  | 「GO★FIGHT★WIN」                              | 稲葉浩志  | 松本孝弘   | 松本孝弘・稲葉浩志・徳永暁人           | 3:16 |
| 合計時間:                            | 合計時間:                                     | 合計時間: | 45:47      |                                        |      |

## 楽曲解説
1. STAY GREEN 〜未熟な旅はとまらない〜
  - 本アルバムの表題曲。しかし、本作では数少ないバンドサウンドの楽曲となっている。
  - サブタイトルには、「初心忘るべからず」という意味が含まれている[5]。
  - 「RUN -1998 style-」のように、静かなコーラスからロックサウンドへと変わり始まる。ちなみに、このコーラスがアウトロにも付けられたバージョンも制作されており、『a BEAUTIFUL REEL. B'z LIVE-GYM 2002 GREEN 〜GO★FIGHT★WIN〜』のエンディングで確認できる。また、制作のデモ段階では「GREEN BOY」というコーラスも入っていた。
  - PVは、ネオン置き場やリムジンのボンネットに座った2人が演奏しているシーンで構成されている。
  - ライブではアルバムツアー以降長らく演奏されていなかったが、2013年の『B'z LIVE-GYM Pleasure 2013 -ENDLESS SUMMER-』で約11年ぶりに演奏された。
2. 熱き鼓動の果て
  - 33rdシングル。
  - 前曲の終了から間を置かずに曲が始まる。
3. Warp
  - 「より疾走感のある曲が欲しい」という話が上がり、アルバム制作の終盤で制作された楽曲[11]。
  - B'zの楽曲は、基本的に曲先（メロディを先に作り後から歌詞を付けていく）で制作されるが、本曲は詞先（詞が先に出来ていて後から曲を合わせていく）で制作された。メロディと合わない部分や足りない部分はその度歌詞を訂正して完成させていったという[11]。
4. SIGNAL
  - PlayStation 2用ゲーム『ときめきメモリアル Girl's Side』オープニングテーマ。
  - 歌詞は「今では…今なら…今も…」と同様、信号待ちを題材にしている[5]。
5. SURFIN' 3000GTR
  - 読み方は「サーフィン・スリーサウザンド・ジーティーアール」。
  - 元々は前作『ELEVEN』の頃に出来た曲で、曲名は「SURFIN' 2000」だった。本作への収録にあたって、2000年を過ぎてしまったので「3000」になり、稲葉の「車っぽい名前にしたい」という意見で「GT」が付き、さらに松本の意見で「R」が付いて、この不思議な曲名になった[12]。
6. Blue Sunshine
  - シェーン・ガラースとビリー・シーンが参加したハードなアレンジも存在していたが、アルバムの構成を考えて現在の緩やかなアレンジが採用された[13]。
  - アルバムツアー以降も『B'z SHOWCASE 2009 "B'z In Your Town"』、『B'z LIVE-GYM 2015 -EPIC NIGHT-』、『B'z PARTY Presents B'z Pleasure in Hawaii』、『B'z SHOWCASE 2020 -5 ERAS 8820-』のDay3[14][15]で演奏され、いずれも稲葉がアコースティック・ギターを演奏した。
7. ultra soul (Alternative Guitar Solo ver.)
  - 31stシングル。
  - 本作ではアルバムバージョン[注 5]として収録されている。"Alternative"は「別の」や「代わりの」という意味の英単語で、それが示すとおりシングルバージョンとは異なるギターソロとなっている[16]。
  - ちなみに、年を跨いでオリジナル・アルバムに収録された初めてのシングルとなった[注 6]。
8. 美しき世界
  - 『ときめきメモリアル Girl's Side』エンディングテーマ。
9. Everlasting
  - 映画『名探偵コナン ベイカー街の亡霊』主題歌。
  - 元々はゆったりとしたバラードだったらしいが、大幅なアレンジが加えられて現在の形になった[5]。
  - 後に発売されるバラード・ベスト・アルバム『The Ballads 〜Love & B'z〜』にも収録されている。
10. FOREVER MINE
  - この曲もアレンジが数パターンあり、松本曰く「70年代ディスコみたいな」アレンジも存在していた[17]。
11. The Spiral
  - 打ち込みを多用した静かなパートとバンドサウンドによる激しいパートが交互に繰り返される曲構成で、最後は稲葉のボーカルだけで終了する。
12. GO★FIGHT★WIN
  - 同年のツアーのサブタイトルともなっている。
  - 曲名は日本で言うところの「フレー！ フレー！」など、欧米で応援時に使われる掛け声から付けられた[5]。
  - この曲のドラムも基本的に全編打ち込みであるが、シンバルのみ生音が使用されている。
  - アルバムツアー後は、2007年に行われた『B'z SHOWCASE 2007 -B'z In Your Town-』の一部公演でも演奏された。

## タイアップ
シングル曲については各作品の項目を参照
- コナミ『ときめきメモリアル Girl's Side』オープニングテーマ（#4）
- コナミ『ときめきメモリアル Girl's Side』エンディングテーマ（#8）
- 東宝系映画『名探偵コナン ベイカー街の亡霊』主題歌（#9）

## 参加ミュージシャン
- 松本孝弘:ギター、全曲作曲・編曲
- 稲葉浩志:ボーカル、全曲作詞・編曲
- 徳永暁人:ベース（#2-5.7.10-12）、編曲（#1-5.7.9-12）
- 池田大介:編曲（#1.6.8.9）
- 山木秀夫:ドラム（#1-3.6.9.11.12）
- 吉田建:ベース（#1）
- バカボン鈴木:ベース（#6.9）
- 渡辺直樹:ベース（#8）
- 小野塚晃（from DIMENSION）:ピアノ（#8.9.11）、Hammond B-3（#6）
- 篠崎Strings:ストリングス（#9）

## ライブ映像作品
シングル曲については各作品の項目を参照
STAY GREEN 〜未熟な旅はとまらない〜
- a BEAUTIFUL REEL. B'z LIVE-GYM 2002 GREEN 〜GO★FIGHT★WIN〜
- B'z LIVE-GYM Hidden Pleasure 〜Typhoon No.20〜
- B'z LIVE-GYM Pleasure 2013 ENDLESS SUMMER -XXV BEST-

Warp
- a BEAUTIFUL REEL. B'z LIVE-GYM 2002 GREEN 〜GO★FIGHT★WIN〜

SURFIN' 3000GTR
- a BEAUTIFUL REEL. B'z LIVE-GYM 2002 GREEN 〜GO★FIGHT★WIN〜

Blue Sunshine
- a BEAUTIFUL REEL. B'z LIVE-GYM 2002 GREEN 〜GO★FIGHT★WIN〜
- B'z LIVE-GYM 2015 -EPIC NIGHT-
- B'z SHOWCASE 2020 -5 ERAS 8820- Day1〜5

Everlasting
- a BEAUTIFUL REEL. B'z LIVE-GYM 2002 GREEN 〜GO★FIGHT★WIN〜

GO★FIGHT★WIN
- a BEAUTIFUL REEL. B'z LIVE-GYM 2002 GREEN 〜GO★FIGHT★WIN〜